# Paikuse (plaats)
Paikuse is een plaats in de Estlandse gemeente Pärnu, provincie Pärnumaa. De plaats ligt op de linkeroever van de rivier Pärnu, ten zuiden van Sindi. Ze heeft de status van alev (kleine stad).
Tot 1 november 2017 was Paikuse de hoofdplaats van de landgemeente Paikuse (Estisch: Paikuse vald). Op die dag werd Paikuse bij de gemeente Pärnu gevoegd.

## Bevolking
De plaats had 2375 inwoners op 31 december 2011 en 2917 inwoners op 31 december 2021.

## Geschiedenis
Paikuse was oorspronkelijk een alternatieve naam voor het landgoed van Taali, dat rond 1500 werd gesticht. Ook in het Duits had het landgoed twee namen: Staëlenhof en Paixt.
Het gebied dat nu Paikuse is hoorde tot in 1977 bij de stad Sindi. In dat jaar werd het gebied van Sindi afgesplitst en kreeg het de naam Paikuse. Daarbij werden ook de dorpen Lodja en Sinioja bij Paikuse gevoegd. In 2011 kreeg de plaats de status van alev.
Bij Paikuse zijn resten gevonden van een nederzetting uit de steentijd.